# Dolopharoides meruanus
Dolopharoides meruanus är en skalbaggsart som beskrevs av Stefan von Breuning 1978. Dolopharoides meruanus ingår i släktet Dolopharoides och familjen långhorningar. Inga underarter finns listade i Catalogue of Life.